# Амброз (Џорџија)
Амброз (Џорџија) (енгл. Ambrose) град је у америчкој савезној држави Џорџија. По попису становништва из 2010. у њему је живело 380 становника.

## Демографија
Према попису становништва из 2010. у граду је живело 380 становника, што је 60 (18,8%) становника више него 2000. године.
| Група             | 2000.       | 2010.       |
| Белци             | 157 (49,1%) | 216 (56,8%) |
| Афроамериканци    | 80 (25,0%)  | 64 (16,8%)  |
| Азијати           | 0 (0,0%)    | 0 (0,0%)    |
| Хиспаноамериканци | 82 (25,6%)  | 95 (25,0%)  |
| Укупно            | 320         | 380         |